# Sporting Clube do Principe
Maillots
Le Sporting Clube do Principe est un club de football santoméen basé à Santo António, sur l'île de Principe. Il joue ses matchs à domicile au Campo de Futebol de Santo António.

## Histoire
Le club est créé le 6 février 1915 dans la ville de Santo António, au nord de l'île de Principe. C'est le plus ancien club de l'île et de São Tomé-et-Principe, qui est alors une colonie portugaise. Le club tire son nom du Sporting Clube de Portugal, dont il est l'un des affiliés,.
Le Sporting remporte ses premiers trophées à partir de 2011 : en quatre saisons, il gagne quatre Coupes et deux titres de champion.
Grâce à son titre de champion acquis en 2012, il obtient le droit de participer à la Ligue des champions l'année suivante mais déclare forfait avant son entrée en lice, face aux Nigérians d'Enugu Rangers.

## Palmarès
- Championnat de Sao Tomé-et-Principe :
  - Champion : 2011, 2012

- Championnat de Principe :
  - Champion : 2011, 2012, 2015, 2016

- Coupe de Sao Tomé-et-Principe :
  - Vainqueur : 2012
  - Finaliste : 2010, 2014